# IC 3336
IC 3336 је спирална галаксија у сазвјежђу Береникина коса која се налази на листи објеката дубоког неба у Индекс каталогу.
Деклинација објекта је + 26° 50' 18" а ректасцензија 12h 26m 19,7s. Привидна величина (магнитуда) објекта IC 3336 износи 14,6 а фотографска магнитуда 15,5. IC 3336 је још познат и под ознакама CGCG 158-106, PGC 40669.